# Nana Christineのおかまいなし!
『Nana Christineのおかまいなし!』（ななくりすてぃーんのおかまいなし）は、信越放送（SBCラジオ）で毎週火曜に放送されているラジオ番組。

## 概要
SNSで話題のTikTokerであり、トランスジェンダー（MtF）を公表し“多様性をつくる人”として講演などの活動もしている上田市在住の飲食業経営者である「Nana Christine」ことクリスタル・ナナがパーソナリティの“おかまいなし”なトーク番組。あなたのお悩みを解決する「クリスタル・ナナのズバッと占います」をメインに、リスナーからのリクエスト曲、メッセージを読み上げるコーナーも放送している。

## 出演者
- パーソナリティ：クリスタル・ナナ（当番組では「Nana Christine」名義。）
- アシスタント：海野紀恵

## 主なコーナー
- 「クリスタル・ナナのズバッと占います」